# Красная Дача (Орловская область)
Кра́сная Да́ча — посёлок в Свердловском районе Орловской области. Входит в состав Кошелёвского сельского поселения.

## География
Посёлок находится на берегу реки Рыбница, на расстоянии 11 км к юго-западу от посёлка городского типа Змиёвка, административного центра района, и 38 км к юго-востоку от города Орёл, административного центра области.

### Часовой пояс
Посёлок Красная Дача, как и вся Орловская область, находится в часовой зоне МСК (московское время). Смещение применяемого времени относительно UTC составляет +3:00.

## Население
| 2010 |
| ---- |
| 22   |

## Улицы
В посёлке имеются две улицы: Дачная и Раздольная.